# Riverland

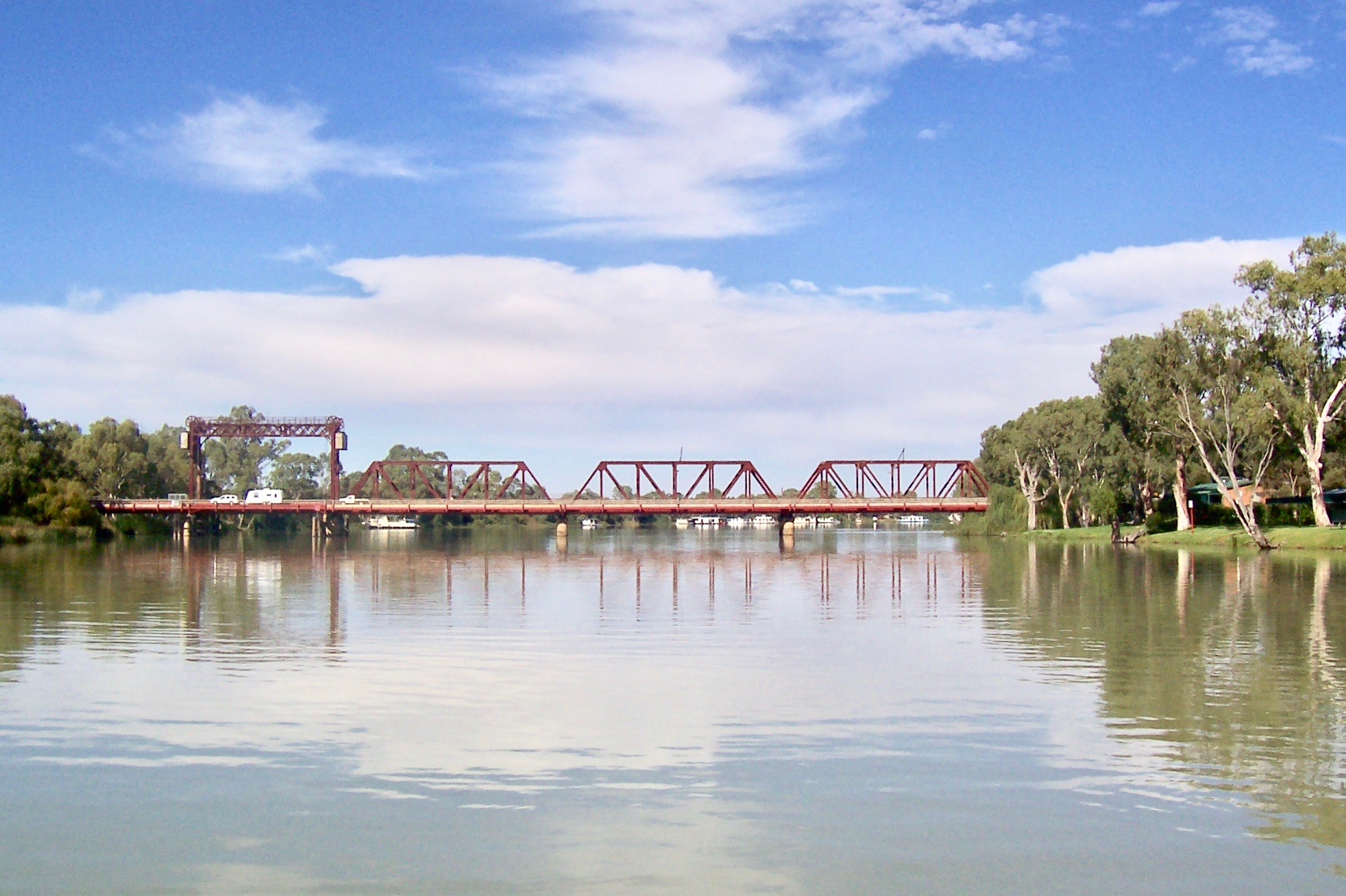
Le Pont Paringa sur le fleuve Murray (vu depuis l’amont), dans la région du Riverland en Australie du Sud

Le Riverland est une région de l'État d'Australie-Méridionale, en Australie. La région couvre le territoire près du fleuve Murray de sa source jusqu'à Blanchetown en aval. Il s'agit d'une région viticole d'Australie.

## Municipalité de la région
- Barmera,
- Berri,
- Kingston-On-Murray,
- Loxton,
- Renmark,
- Waikerie

## Protection environnementale
La région est désignée réserve de biosphère par l'Unesco depuis 1977 ainsi que site Ramsar depuis 1987.